# アイ・Boy
『アイ・Boy』（アイ・ボーイ）は、あさぎり夕による日本の漫画作品。
『なかよし』（講談社）にて1988年9月号から1990年9月号まで連載された。

## 書誌情報
- アイ・Boy 1 ISBN 4-06-178631-8 初版発行日1989.4.6
- アイ・Boy 2 ISBN 4-06-178641-5 初版発行日1989.9.6
- アイ・Boy 3 ISBN 4-06-178654-7 初版発行日1990.3.6
- アイ・Boy 4 ISBN 4-06-178669-5 初版発行日1990.9.6
- アイ・Boy 5 ISBN 4-06-178675-X 初版発行日1990.12.6